# Salle (Abruzzen)
Salle ist eine italienische Gemeinde (comune) mit 259 (Stand 31. Dezember 2023) Einwohnern in der Provinz Pescara, Region Abruzzen.

## Geografie
Die Gemeinde erstreckt sich über ca. 21 km². Ein Teil des Territoriums der Gemeinde liegt innerhalb der Grenzen des Nationalparks Majella.
Zu den Ortsteilen (Fraktionen) zählt Salle Nuova.
Die Nachbargemeinden sind: Bolognano, Caramanico Terme, Corfinio, Pratola Peligna, Roccacasale, Sulmona und Tocco da Casauria.
Das Dorf in den Appennien liegt am nördlichen Rand des Nationalparks Majella und 52 Kilometer von der adriatischen Küste entfernt.

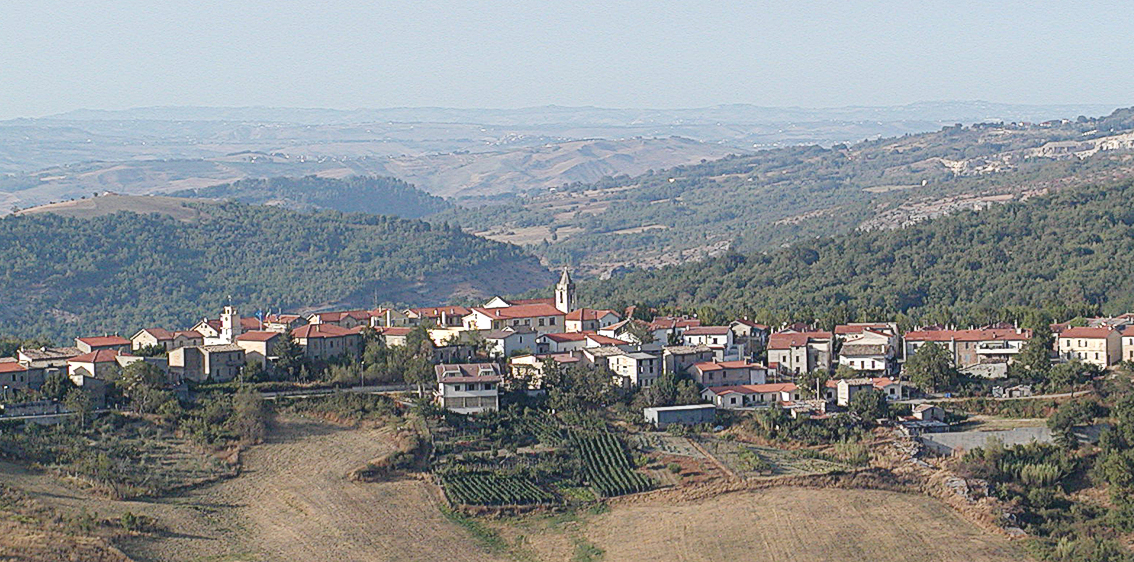
Panorama von Salle

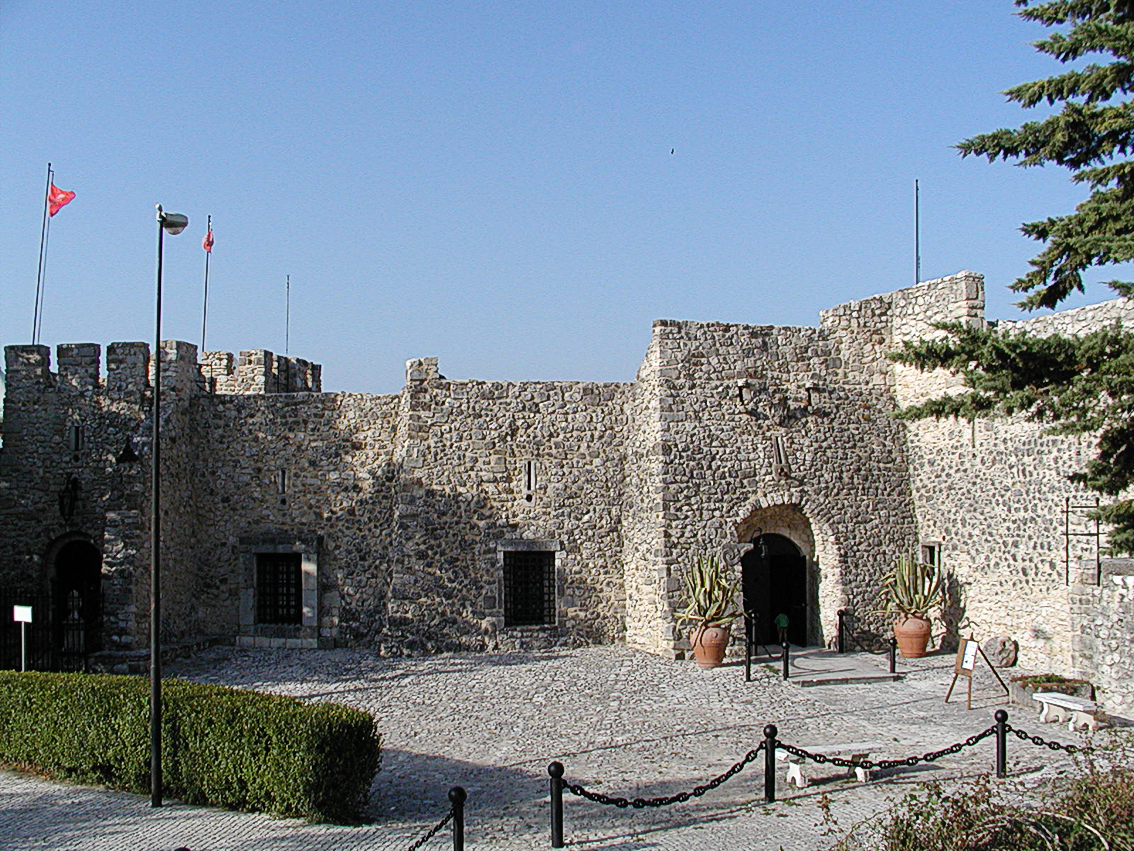
Castello Genova von Salle

## Geschichte
Das historische Stadtzentrum stammt aus dem 11. und 12. Jahrhundert. Anfang des 20. Jahrhunderts bewohnten 1700 Einwohner die Gemeinde. Im Jahr 1915 wurde die Gemeinde von einem starken Erdbeben erschüttert und viele Menschen verließen die Siedlung. Die Bevölkerung nahm in den letzten Jahrzehnten fast ständig ab, von 1117 Einwohnern im Jahr 1951 auf 312 Einwohner im Jahr 2001. Der Grund ist, dass viele junge Menschen im Dorf keine Arbeit finden und die Gegend auch erdbebengefährdet ist.

## Sehenswertes
Das wichtigste architektonische Wahrzeichen des Dorfes ist das Castello di Salle. Die Burg wurde im 11. Jahrhundert erbaut. Es gibt mehrere Museen in der Umgebung: Das Burgmuseum Castello di Salle, das archäologische Museum, Naturhistorisches Museum und das Ethnographische Museum.

## Weinbau
In der Gemeinde werden Reben der Sorte Montepulciano für den DOC - Wein Montepulciano d’Abruzzo angebaut.